# Danh sách cầu thủ tham dự Giải vô địch bóng đá U-19 châu Á 2014
Tên cầu thủ được in đậm chỉ cầu thủ đó thi đấu cho đội tuyển quốc gia.

## Bảng A

### Iran
Huấn luyện viên: Ali Doustimehr
|  | TM | Payam Niazmand        | 6 tháng 4, 1995  | 7  | 0 | Paykan                |  |  |
|  | TM | Mahdi Amini           | 16 tháng 5, 1996 | 3  | 0 | Sepahan               |  |  |
|  | TM | Ahmad Gohari          | 12 tháng 1, 1996 | 0  | 0 | Naft Tehran           |  |  |
|  |    |                       |                  |    |   |                       |  |  |
|  | HV | Meysam Joudaki        | 24 tháng 1, 1995 | 9  | 1 | Naft Tehran           |  |  |
|  | HV | Mohammad Roshandel    | 2 tháng 7, 1995  | 7  | 0 | Sepahan               |  |  |
|  | HV | Majid Hosseini        | 20 tháng 6, 1996 | 5  | 0 | Saipa                 |  |  |
|  | HV | Sasan Jafarikia       | 17 tháng 9, 1996 | 0  | 0 | Foolad                |  |  |
|  | HV | Komeil Haghzadeh      | 25 tháng 2, 1997 | 0  | 0 | Foolad                |  |  |
|  |    |                       |                  |    |   |                       |  |  |
|  | TV | Armin Sohrabian       | 3 tháng 2, 1995  | 10 | 3 | Sepahan               |  |  |
|  | TV | Milad Sarlak          | 20 tháng 6, 1996 | 8  | 2 | Sepahan               |  |  |
|  | TV | Sadegh Moharrami      | 1 tháng 3, 1996  | 5  | 0 | Malavan               |  |  |
|  | TV | Saeid Ezzatollahi     | 1 tháng 10, 1996 | 2  | 1 | Atlético Madrid Youth |  |  |
|  | TV | Mohsen Aghaei         | 18 tháng 1, 1995 | 2  | 0 | Sepahan               |  |  |
|  | TV | Ali Gholizadeh        | 10 tháng 3, 1996 | 1  | 1 | Saipa                 |  |  |
|  | TV | Mohammadreza Bazaj    | 30 tháng 3, 1996 | 1  | 1 | Padideh               |  |  |
|  | TV | Hossein Mehraban      | 12 tháng 5, 1996 | 0  | 0 | Tablighat Asar        |  |  |
|  | TV | Ali Hazzami           | 25 tháng 2, 1996 | 0  | 0 | Foolad                |  |  |
|  |    |                       |                  |    |   |                       |  |  |
|  | TĐ | Siavash Hagh Nazari   | 3 tháng 8, 1995  | 8  | 0 | Persepolis            |  |  |
|  | TĐ | Saeid Aghaei          | 9 tháng 2, 1995  | 7  | 2 | Tractor Sazi          |  |  |
|  | TĐ | Ali Fathian           | 10 tháng 2, 1995 | 6  | 4 | Fajr Sepasi           |  |  |
|  | TĐ | Yousef Seyyedi        | 8 tháng 3, 1996  | 5  | 2 | Gostaresh Foulad      |  |  |
|  | TĐ | Amir Mohammad Mazloum | 27 tháng 1, 1996 | 0  | 0 | Damash                |  |  |
|  | TĐ | Mahan Rahmani         | 15 tháng 6, 1996 | 0  | 0 | Saipa                 |  |  |

### Myanmar
Huấn luyện viên:  Gerd Zeise
| Số | VT | Cầu thủ          | Ngày sinh (tuổi)  | Trận | Bàn | Câu lạc bộ            |
| -- | -- | ---------------- | ----------------- | ---- | --- | --------------------- |
| 1  | TM | Myo Min Latt     | 20 tháng 2, 1995  |      |     | Zeyar Shwe Myay       |
| 12 | TM | Pyae Sone Chit   |                   |      |     | Yadanarbon Youth      |
| 18 | TM | Thant Zin Nyo    |                   |      |     | Yadanarbon Youth      |
|    |    |                  |                   |      |     |                       |
| 3  | HV | Htike Htike Aung | 1 tháng 2, 1995   |      |     | Ayeyawady United      |
| 4  | HV | Naing Lin Tun    | 16 tháng 6, 1995  |      |     | Magway                |
| 5  | HV | Nanda Kyaw (c)   | 3 tháng 9, 1996   |      |     | Magway                |
| 13 | HV | Aung Hein Soe Oo |                   |      |     | Yadanarbon Youth      |
| 14 | HV | Nan Wai Min      | 1 tháng 1, 1995   |      |     | Yangon United Youth   |
| 17 | HV | Thiha Htet Aung  |                   |      |     | Zeyar Shwe Myay Youth |
| 20 | HV | Ye Yint Aung     |                   |      |     | MFF Mandalay Academy  |
| 23 |    | Myo Ko Tun       | 12 tháng 3, 1995  |      |     | Yadanarbon Youth      |
|    |    |                  |                   |      |     |                       |
| 2  | TV | Yan Lin Aung     |                   |      |     | Yangon United Youth   |
| 6  | TV | Kyaw Min Oo      | 16 tháng 6, 1996  |      |     | Ayeyawady United      |
| 7  | TV | Nyein Chan Aung  | 18 tháng 8, 1996  |      |     | Manaw Myay            |
| 15 | TV | Yan Naing Oo     | 31 tháng 3, 1996  |      |     | Zeyar Shwe Myay       |
| 16 | TV | Maung Maung Lwin | 18 tháng 6, 1995  |      |     | Hantharwady United    |
| 19 | TV | Chit Hla Aung    | 20 tháng 10, 1995 |      |     | Kanbawza Youth        |
| 21 | TV | Swan Htet Aung   | 18 tháng 9, 1995  |      |     | Yangon United         |
| 22 | TV | Shwe Win Tun     | 22 tháng 1, 1995  |      |     | Nay Pyi Taw           |
|    |    |                  |                   |      |     |                       |
| 8  | TĐ | Maung Maung Soe  | 6 tháng 8, 1995   |      |     | Magway                |
| 9  | TĐ | Aung Thu         | 22 tháng 5, 1996  |      |     | Yadanarbon            |
| 10 | TĐ | Shine Thura      | 10 tháng 3, 1996  |      |     | Yadanarbon            |
| 11 | TĐ | Than Paing       | 6 tháng 12, 1996  |      |     | Yangon United Youth   |

### Thái Lan
Huấn luyện viên: Sasom Pobprasert
| Số | VT | Cầu thủ                         | Ngày sinh (tuổi)           | Trận | Bàn | Câu lạc bộ                |
| -- | -- | ------------------------------- | -------------------------- | ---- | --- | ------------------------- |
| 1  | TM | Anusith Termmee                 | 19 tháng 1, 1995 (19 tuổi) | 4    | 0   | Bangkok United            |
| 18 | TM | Rattanai Songsangchan           | 10 tháng 6, 1995 (19 tuổi) | 11   | 0   | Police United             |
| 22 | TM | Peerapong Ruenin                | 14 tháng 9, 1995 (19 tuổi) | 0    | 0   | Rangsit University        |
|    |    |                                 |                            |      |     |                           |
| 12 | HV | Kiattisak Toopkhuntod (Captain) | 19 tháng 2, 1995 (19 tuổi) | 13   | 0   | Samut Songkhram           |
| 13 | HV | Kullachat Jeentanorm            | 3 tháng 4, 1995 (19 tuổi)  | 12   | 3   | Buriram United U-19       |
| 14 | HV | Netipong Sanmahung              | 4 tháng 3, 1995 (19 tuổi)  | 4    | 0   | Air Force Central U-19    |
| 15 | HV | Santipharp Channgom             | 23 tháng 9, 1996 (18 tuổi) | 2    | 0   | Bangkok Christian College |
| 16 | HV | Shinnaphat Lee-Oh               | 2 tháng 2, 1997 (17 tuổi)  | 6    | 0   | Assumption United         |
| 17 | HV | Suporn Peenagatapho             | 12 tháng 7, 1995 (19 tuổi) | 11   | 0   | Muangthong United U-19    |
| 19 | HV | Supravee Miprathang             | 19 tháng 7, 1996 (18 tuổi) | 10   | 0   | Muangthong United U-19    |
| 20 | HV | Worawut Namvech                 | 4 tháng 7, 1995 (19 tuổi)  | 7    | 0   | Rangsit                   |
| 23 | HV | Jenphob Pohki                   | 4 tháng 4, 1996 (18 tuổi)  | 6    | 2   | Suphanburi U-19           |
|    |    |                                 |                            |      |     |                           |
| 4  | TV | Chaowat Veerachat               | 23 tháng 6, 1996 (18 tuổi) | 11   | 2   | Buriram United            |
| 5  | TV | Sansern Limwattana              | 31 tháng 7, 1997 (17 tuổi) | 4    | 0   | Sriracha                  |
| 6  | TV | Atthawit Sukchuai               | 13 tháng 3, 1996 (18 tuổi) | 13   | 3   | Ratchaburi                |
| 7  | TV | Nopphon Ponkam                  | 19 tháng 7, 1996 (18 tuổi) | 11   | 2   | BCC Tero                  |
| 8  | TV | Patiphan Pinsermsootsri         | 3 tháng 10, 1996 (18 tuổi) | 12   | 6   | Assumption United         |
| 9  | TV | Phitiwat Sukjitthammakul        | 1 tháng 2, 1995 (19 tuổi)  | 12   | 1   | Muangthong United U-19    |
| 10 | TV | Prasit Jantum                   | 30 tháng 4, 1995 (19 tuổi) | 6    | 1   | Suphanburi                |
| 11 | TV | Thanasit Siriphala              | 9 tháng 8, 1995 (19 tuổi)  | 7    | 1   | Bangkok Glass             |
|    |    |                                 |                            |      |     |                           |
| 2  | TĐ | Chenrop Samphaodi               | 2 tháng 6, 1995 (19 tuổi)  | 13   | 8   | BCC Tero                  |
| 3  | TĐ | Sittichok Kannoo                | 9 tháng 8, 1996 (18 tuổi)  | 8    | 3   | Buriram United U-19       |
| 21 | TĐ | Piyapong Homkajorn              | 14 tháng 2, 1996 (18 tuổi) | 5    | 1   | Buriram United U-19       |

### Yemen
Huấn luyện viên: Ahmed Ali Qasem

## Bảng B

### Úc
Huấn luyện viên: Paul Okon
| Số | VT | Cầu thủ          | Ngày sinh (tuổi)  | Trận | Bàn | Câu lạc bộ               |
| -- | -- | ---------------- | ----------------- | ---- | --- | ------------------------ |
| 1  | TM | Anthony Bouzanis | 1 tháng 11, 1995  | 1    | 0   | Sydney FC                |
|    | TM | Paul Izzo        | 6 tháng 1, 1995   | 12   | 0   | Adelaide United          |
| 18 | TM | Jordan Thurtell  | 8 tháng 7, 1996   | 3    | 0   | Perth Glory              |
|    |    |                  |                   |      |     |                          |
| 17 | HV | Daniel Alessi    | 26 tháng 8, 1997  | 5    | 0   | Western Sydney Wanderers |
| 4  | HV | Shayne D'Cunha   | 1 tháng 4, 1996   | 3    | 0   | Blacktown City           |
| 5  | HV | Scott Galloway   | 10 tháng 4, 1995  | 12   | 1   | Melbourne Victory        |
|    | HV | Dylan Murnane    | 18 tháng 1, 1995  | 0    | 0   | Melbourne Victory        |
| 22 | HV | Ben Warland      | 1 tháng 1, 1997   | 3    | 0   | Adelaide United          |
|    | HV | Riley Woodcock   | 1 tháng 1, 1995   | 3    | 0   | Perth Glory              |
|    | HV | Mark Ochieng     | 9 tháng 12, 1996  | 0    | 0   | Adelaide United          |
|    | HV | Cameron Burgess  | 21 tháng 10, 1995 | 0    | 0   | Fulham                   |
|    |    |                  |                   |      |     |                          |
| 19 | TV | Shannon Brady    | 21 tháng 6, 1995  | 3    | 0   | Brisbane Roar            |
| 16 | TV | Jordan Brown     | 14 tháng 8, 1996  | 3    | 0   | Melbourne Victory        |
| 14 | TV | Daniel De Silva  | 6 tháng 3, 1997   | 12   | 2   | Perth Glory              |
|    | TV | Hagi Gligor      | 8 tháng 4, 1995   | 7    | 0   | Sydney FC                |
|    | TV | Chris Ikonomidis | 4 tháng 5, 1995   | 3    | 2   | Lazio                    |
| 10 | TV | Stefan Mauk      | 12 tháng 11, 1995 | 8    | 1   | Melbourne City           |
| 8  | TV | Chris Naumoff    | 29 tháng 6, 1995  | 6    | 0   | Sydney FC                |
|    |    |                  |                   |      |     |                          |
| 7  | TĐ | Brandon Borrello | 25 tháng 6, 1995  | 5    | 0   | Brisbane Roar            |
| 20 | TĐ | Awer Mabil       | 15 tháng 9, 1995  | 5    | 4   | Adelaide United          |
| 2  | TĐ | Liam Rose        | 1 tháng 4, 1997   | 3    | 0   | Central Coast Mariners   |
| 11 | TĐ | Peter Skapetis   | 13 tháng 1, 1995  | 4    | 6   | Stoke City               |
| 9  | TĐ | Jaushua Sotirio  | 11 tháng 10, 1995 | 4    | 0   | Western Sydney Wanderers |

### Indonesia
Huấn luyện viên: Indra Sjafri
| Số | VT | Cầu thủ                             | Ngày sinh (tuổi)            | Trận | Bàn | Câu lạc bộ           |
| -- | -- | ----------------------------------- | --------------------------- | ---- | --- | -------------------- |
| 1  | TM | Ravi Murdianto                      | 8 tháng 1, 1995 (19 tuổi)   | 22   | 0   | Mitra Kukar          |
| 2  | HV | I Putu Gede Juni Antara             | 7 tháng 6, 1995 (19 tuổi)   | 32   | 2   | Persebaya Surabaya   |
| 3  | HV | Febly Gushendra                     | 24 tháng 2, 1995 (19 tuổi)  | 4    | 0   | Unattached           |
| 4  | HV | Mahdi Fahri Albaar                  | 27 tháng 9, 1996 (18 tuổi)  | 11   | 0   | Mitra Kukar          |
| 5  | HV | Muhammad Fatchurohman               | 28 tháng 6, 1995 (19 tuổi)  | 36   | 2   | Persebaya Surabaya   |
| 6  | TV | Evan Dimas (Captain)                | 13 tháng 3, 1995 (19 tuổi)  | 40   | 20  | Persebaya Surabaya   |
| 7  | TĐ | Muhammad Dimas Drajad               | 30 tháng 3, 1997 (17 tuổi)  | 24   | 14  | Gresik United        |
| 8  | TV | Muhammad Hargianto                  | 24 tháng 7, 1996 (18 tuổi)  | 30   | 5   | Persebaya Surabaya   |
| 9  | TĐ | Dinan Yahdian Javier                | 6 tháng 4, 1995 (19 tuổi)   | 17   | 1   | Mitra Kukar          |
| 10 | TĐ | Muchlis Hadi Ning Syaifulloh        | 26 tháng 10, 1996 (18 tuổi) | 32   | 12  | PSM Makassar         |
| 11 | TV | Hendra Sandi                        | 10 tháng 2, 1995 (19 tuổi)  | 16   | 1   | Persiraja Banda Aceh |
| 12 | TM | Dicky Indrayana                     | 4 tháng 6, 1997 (17 tuổi)   | 0    | 0   | PSGC Ciamis          |
| 13 | HV | Muhammad Sahrul Kurniawan           | 5 tháng 6, 1995 (19 tuổi)   | 35   | 0   | Persebaya Surabaya   |
| 14 | HV | Ricky Fajrin                        | 6 tháng 9, 1995 (19 tuổi)   | 2    | 0   | Berlian Rajawali     |
| 15 | TĐ | Maldini Pali                        | 27 tháng 1, 1995 (19 tuổi)  | 35   | 1   | PSM Makassar         |
| 16 | HV | Hansamu Yama Pranata (Vice-Captain) | 16 tháng 1, 1995 (19 tuổi)  | 39   | 2   | Barito Putera        |
| 17 | TV | Paulo Oktavianus Sitanggang         | 17 tháng 10, 1995 (19 tuổi) | 29   | 4   | Jember United        |
| 18 | HV | Yanto Basna                         | 12 tháng 6, 1995 (19 tuổi)  | 0    | 0   | Sriwijaya U-21       |
| 19 | TV | Zulfiandi                           | 17 tháng 7, 1995 (19 tuổi)  | 27   | 1   | Persebaya Surabaya   |
| 20 | TĐ | Ilham Udin Armaiyn                  | 10 tháng 5, 1996 (18 tuổi)  | 38   | 16  | Persebaya Surabaya   |
| 21 | TV | Ichsan Kurniawan                    | 25 tháng 12, 1995 (18 tuổi) | 7    | 0   | Sriwijaya U-21       |
| 22 | TM | Rully Desrian                       | 19 tháng 12, 1996 (17 tuổi) | 1    | 0   | Semen Padang U-21    |
| 23 | TĐ | Septian David Maulana               | 1 tháng 9, 1996 (18 tuổi)   | 16   | 9   | Mitra Kukar          |

### Các Tiểu vương quốc Ả Rập Thống nhất
Huấn luyện viên: Abdulla Mesfer

### Uzbekistan
Huấn luyện viên: Ravshan Khaydarov

| Số | VT | Cầu thủ               | Ngày sinh (tuổi)            | Trận | Bàn | Câu lạc bộ       |
| -- | -- | --------------------- | --------------------------- | ---- | --- | ---------------- |
| 1  | TM | Botirali Ergashev     | 23 tháng 6, 1995 (19 tuổi)  |      |     | Pakhtakor        |
| 2  | HV | Rustam Ashurmatov     | 7 tháng 7, 1996 (18 tuổi)   |      |     | Kokand 1912      |
| 3  | HV | Ibrokhim Abdullayev   | 5 tháng 12, 1996            |      |     | Pakhtakor        |
| 4  | TV | Mirjamol Qosimov      | 24 tháng 9, 1995 (19 tuổi)  |      |     | Bunyodkor        |
| 5  | HV | Odil Khamrobekov      | 13 tháng 2, 1996 (18 tuổi)  |      |     | Nasaf Qarshi     |
| 6  | HV | Akrom Komilov         | 14 tháng 3, 1996 (18 tuổi)  |      |     | Bunyodkor        |
| 7  | TV | Jamshid Boltaboev     | 13 tháng 10, 1996 (17 tuổi) |      |     | Pakhtakor        |
| 8  | HV | Javokhir Sokhibov (c) | 3 tháng 1, 1995 (19 tuổi)   |      |     | Pakhtakor        |
| 9  | TĐ | Eldor Shomurodov      | 29 tháng 6, 1995 (19 tuổi)  |      |     | Mashal Mubarek   |
| 10 | TV | Otabek Shukurov       | 22 tháng 6, 1996 (18 tuổi)  |      |     | Mashal Mubarek   |
| 11 | TĐ | Asliddin Abdiev       | 14 tháng 5, 1995 (19 tuổi)  |      |     | Mashal Mubarek   |
| 12 | TM | Dilshod Khamraev      | 11 tháng 7, 1995 (19 tuổi)  |      |     | Qizilqum         |
| 13 | TV | Ilkhomjon Abdughaniev | 19 tháng 9, 1996 (18 tuổi)  |      |     | Pakhtakor        |
| 14 | HV | Firdavs Abdusalimov   | 24 tháng 4, 1995 (19 tuổi)  |      |     | Dinamo Samarkand |
| 15 | TV | Babur Davlatov        | 1 tháng 3, 1996 (18 tuổi)   |      |     | Rubin Kazan      |
| 16 | TV | Sardorbek Azimov      | 1 tháng 6, 1995 (19 tuổi)   |      |     | Bunyodkor        |
| 17 | TĐ | Dostonbek Khamdamov   | 24 tháng 7, 1996 (18 tuổi)  |      |     | Bunyodkor        |
| 18 | TV | Ravshanbek Khursandov | 12 tháng 8, 1996 (18 tuổi)  |      |     | Pakhtakor        |
| 19 | TĐ | Zabikhillo Urinboev   | 30 tháng 3, 1995 (19 tuổi)  |      |     | Bunyodkor        |
| 20 | HV | Dostonbek Tursunov    | 13 tháng 6, 1995 (19 tuổi)  |      |     | Neftchi          |
| 21 | TM | Sarvar Karimov        | 25 tháng 12, 1996 (17 tuổi) |      |     | Lokomotiv        |
| 22 | TV | Javokhir Siddiqov     | 8 tháng 12, 1996 (17 tuổi)  |      |     | Pakhtakor        |
| 23 | HV | Khurshid Ghiyasov     | 13 tháng 4, 1995 (19 tuổi)  |      |     | Bunyodkor        |

## Bảng C

### Trung Quốc
Huấn luyện viên: Zheng Xiong

| Số | VT | Cầu thủ       | Ngày sinh (tuổi)            | Trận | Bàn | Câu lạc bộ              |
| -- | -- | ------------- | --------------------------- | ---- | --- | ----------------------- |
| 1  | TM | Zhou Yuchen   | 12 tháng 1, 1995 (19 tuổi)  |      |     | SG Sacavenense          |
| 2  | HV | Fu Yunlong    | 18 tháng 3, 1995 (19 tuổi)  |      |     | Guangzhou R&F           |
| 3  | HV | Liu Junshuai  | 10 tháng 1, 1995 (19 tuổi)  |      |     | Atlético Clube do Cacém |
| 4  | HV | Huang Jiajun  | 19 tháng 8, 1995 (19 tuổi)  |      |     | SG Sacavenense          |
| 5  | HV | Gao Zhunyi    | 21 tháng 8, 1995 (19 tuổi)  |      |     | Kataller Toyama         |
| 6  | TV | Yan Zihao     | 18 tháng 1, 1995 (19 tuổi)  |      |     | Sporting CP B           |
| 7  | TV | Wei Shihao    | 8 tháng 4, 1995 (19 tuổi)   |      |     | Boavista                |
| 8  | TV | Cheng Jin     | 18 tháng 2, 1995 (19 tuổi)  |      |     | Hangzhou Greentown      |
| 9  | TĐ | Xiang Baixu   | 9 tháng 8, 1995 (19 tuổi)   |      |     | Saint-Étienne B         |
| 10 | TV | Zhang Xiuwei  | 13 tháng 3, 1996 (18 tuổi)  |      |     | Olympique Lyonnais B    |
| 11 | TV | Tang Shi      | 24 tháng 1, 1995 (19 tuổi)  |      |     | Botafogo                |
| 12 | TV | Wei Jingzong  | 28 tháng 1, 1995 (19 tuổi)  |      |     | Unattached              |
| 13 | TĐ | Lü Pin        | 3 tháng 5, 1995 (19 tuổi)   |      |     | Shanghai Greenland      |
| 14 | TV | Yao Junsheng  | 29 tháng 10, 1995 (18 tuổi) |      |     | Sport União Sintrense   |
| 15 | HV | Ming Tian     | 18 tháng 4, 1995 (19 tuổi)  |      |     | Wuhan Zall              |
| 16 | TĐ | Gui Hong      | 15 tháng 1, 1995 (19 tuổi)  |      |     | Sevilla FC C            |
| 17 | HV | Xiang Hantian | 21 tháng 11, 1995 (18 tuổi) |      |     | Guizhou Renhe           |
| 18 | TV | Chen Kerui    | 9 tháng 3, 1996 (18 tuổi)   |      |     | Os Belenenses U19       |
| 19 | TV | Long Wei      | 22 tháng 1, 1995 (19 tuổi)  |      |     | Wuhan Zall              |
| 20 | TV | Chen Zhechao  | 19 tháng 4, 1995 (19 tuổi)  |      |     | SG Sacavenense          |
| 21 | HV | Chen Zepeng   | 18 tháng 5, 1996 (18 tuổi)  |      |     | Guangzhou R&F           |
| 22 | TM | Jia Xinyao    | 21 tháng 2, 1995 (19 tuổi)  |      |     | Wuhan Zall              |
| 23 | TM | Zhao Tianci   | 20 tháng 3, 1995 (19 tuổi)  |      |     | Guangzhou Evergrande    |

### Nhật Bản
Huấn luyện viên: Masakazu Suzuki
| Số | VT | Cầu thủ             | Ngày sinh (tuổi)            | Trận | Bàn | Câu lạc bộ          |
| -- | -- | ------------------- | --------------------------- | ---- | --- | ------------------- |
| 1  | TM | Kosuke Nakamura     | 27 tháng 2, 1995 (19 tuổi)  |      |     | Kashiwa Reysol      |
| 2  | HV | Rikuto Hirose       | 23 tháng 9, 1995 (19 tuổi)  |      |     | Mito HollyHock      |
| 3  | HV | Genta Miura         | 1 tháng 3, 1995 (19 tuổi)   |      |     | Shimizu S-Pulse     |
| 4  | HV | Yuki Uchiyama       | 7 tháng 5, 1995 (19 tuổi)   |      |     | Consadole Sapporo   |
| 5  | HV | Kazuya Miyahara     | 22 tháng 3, 1996 (18 tuổi)  |      |     | Sanfrecce Hiroshima |
| 6  | TV | Reo Mochizuki       | 18 tháng 1, 1995 (19 tuổi)  |      |     | Nagoya Grampus      |
| 7  | TV | Hayao Kawabe        | 8 tháng 9, 1995 (19 tuổi)   |      |     | Sanfrecce Hiroshima |
| 8  | TV | Daisuke Takagi      | 14 tháng 10, 1995 (18 tuổi) |      |     | Tokyo Verdy         |
| 9  | TĐ | Ado Onaiwu          | 8 tháng 11, 1995 (18 tuổi)  |      |     | JEF United          |
| 10 | TV | Masaya Matsumoto    | 25 tháng 1, 1995 (19 tuổi)  |      |     | Ōita Trinita        |
| 11 | TĐ | Yamato Ochi         | 12 tháng 5, 1995 (19 tuổi)  |      |     | Nhật Bản            |
| 12 | HV | Shinnosuke Nakatani | 24 tháng 3, 1996 (18 tuổi)  |      |     | Kashiwa Reysol      |
| 13 | TĐ | Takumi Minamino     | 16 tháng 1, 1995 (19 tuổi)  |      |     | Cerezo Osaka        |
| 14 | TV | Takahiro Sekine     | 19 tháng 4, 1995 (19 tuổi)  |      |     | Urawa Red Diamonds  |
| 15 | TĐ | Shota Kaneko        | 2 tháng 5, 1995 (19 tuổi)   |      |     | Shimizu S-Pulse     |
| 16 | TV | Masaya Okugawa      | 14 tháng 4, 1996 (18 tuổi)  |      |     | Nhật Bản            |
| 17 | TV | Daisuke Sakai       | 18 tháng 1, 1997 (17 tuổi)  |      |     | Ōita Trinita        |
| 18 | TM | Kenshin Yoshimaru   | 27 tháng 3, 1996 (18 tuổi)  |      |     | Vissel Kobe         |
| 19 | TĐ | Koya Kitagawa       | 26 tháng 7, 1996 (18 tuổi)  |      |     | Shimizu S-Pulse     |
| 20 | TV | Yosuke Ideguchi     | 23 tháng 8, 1996 (18 tuổi)  |      |     | Gamba Osaka         |
| 21 | HV | Ryoma Ishida        | 21 tháng 6, 1996 (18 tuổi)  |      |     | Nhật Bản            |
| 22 | HV | Rikiya Motegi       | 27 tháng 9, 1996 (18 tuổi)  |      |     | Nhật Bản            |
| 23 | TM | Toru Takagiwa       | 15 tháng 4, 1995 (19 tuổi)  |      |     | Shimizu S-Pulse     |

### Hàn Quốc
Huấn luyện viên: Kim Sang-ho

| Số | VT | Cầu thủ        | Ngày sinh (tuổi)            | Trận | Bàn | Câu lạc bộ                   |
| -- | -- | -------------- | --------------------------- | ---- | --- | ---------------------------- |
| 1  | TM | Lee Tae-hee    | 26 tháng 4, 1995 (19 tuổi)  |      |     | Incheon United               |
| 2  | HV | Park Jae-woo   | 11 tháng 10, 1995 (18 tuổi) |      |     | Konkuk University            |
| 3  | HV | Ko Myung-seok  | 27 tháng 9, 1995 (19 tuổi)  |      |     | Hong-Ik University           |
| 4  | HV | Son Ki-ryeon   | 22 tháng 3, 1995 (19 tuổi)  |      |     | Dankook University           |
| 5  | HV | Kim Chang-yeon | 13 tháng 3, 1995 (19 tuổi)  |      |     | Dongguk University           |
| 6  | TV | Kim Hyun-wook  | 22 tháng 6, 1995 (19 tuổi)  |      |     | Hanyang University           |
| 7  | TV | Lee Jung-bin   | 11 tháng 1, 1995 (19 tuổi)  |      |     | Incheon University           |
| 8  | TV | Seol Tae-su    | 6 tháng 2, 1995 (19 tuổi)   |      |     | University of Ulsan          |
| 9  | TĐ | Shim Je-hyuk   | 5 tháng 3, 1995 (19 tuổi)   |      |     | FC Seoul                     |
| 10 | TĐ | Kim Kun-hee    | 22 tháng 2, 1995 (19 tuổi)  |      |     | Korea University             |
| 11 | TĐ | Kim Shin       | 30 tháng 3, 1995 (19 tuổi)  |      |     | Olympique Lyonnais B         |
| 12 | HV | Seo Young-jae  | 23 tháng 5, 1995 (19 tuổi)  |      |     | Hanyang University           |
| 13 | HV | Ko Yoon-ho     | 28 tháng 5, 1995 (19 tuổi)  |      |     | Catholic Kwandong University |
| 14 | TĐ | Seo Myeong-won | 19 tháng 4, 1995 (19 tuổi)  |      |     | Daejeon Citizen              |
| 15 | TV | Paik Seung-ho  | 17 tháng 3, 1997 (17 tuổi)  |      |     | FC Barcelona Juvenil A       |
| 16 | HV | Hwang Ki-wook  | 10 tháng 6, 1996 (18 tuổi)  |      |     | FC Seoul U-18                |
| 17 | TV | Kim Seung-ju   | 31 tháng 12, 1995 (18 tuổi) |      |     | Orange County Blues FC       |
| 18 | TĐ | Hwang Hee-chan | 26 tháng 1, 1996 (18 tuổi)  |      |     | Pohang Steelers U-18         |
| 19 | TĐ | Kim Young-gyu  | 4 tháng 1, 1995 (19 tuổi)   |      |     | UD Almería B                 |
| 20 | HV | Im Seung-gyum  | 26 tháng 4, 1995 (19 tuổi)  |      |     | Korea University             |
| 21 | TM | Kang Hyun-moo  | 26 tháng 4, 1995 (19 tuổi)  |      |     | Pohang Steelers              |
| 22 | HV | Park Min-gyu   | 10 tháng 8, 1995 (19 tuổi)  |      |     | Honam University             |
| 23 | TM | Song Young-min | 11 tháng 3, 1995 (19 tuổi)  |      |     | Dong-eui University          |

### Việt Nam
Huấn luyện viên:  Graechen Guillaume
| Số | VT | Cầu thủ               | Ngày sinh (tuổi)            | Trận | Bàn | Câu lạc bộ                              |
| -- | -- | --------------------- | --------------------------- | ---- | --- | --------------------------------------- |
| 1  | TM | Lê Văn Trường         | 25 tháng 12, 1995 (18 tuổi) |      |     | Hoang Anh Gia Lai F.C. U-19             |
| 2  | HV | Lê Văn Sơn            | 20 tháng 12, 1996 (17 tuổi) |      |     | Hoang Anh Gia Lai – Arsenal JMG Academy |
| 3  | HV | Trần Hữu Đông Triều   | 20 tháng 8, 1995 (19 tuổi)  |      |     | Hoang Anh Gia Lai – Arsenal JMG Academy |
| 4  | HV | Bùi Tiến Dũng         | 2 tháng 10, 1995 (19 tuổi)  |      |     | Viettel Football Center                 |
| 5  | HV | Lục Xuân Hưng         | 15 tháng 4, 1995 (19 tuổi)  |      |     | Thanh Hóa F.C. U-19                     |
| 6  | TV | Lương Xuân Trường     | 28 tháng 4, 1995 (19 tuổi)  |      |     | Hoang Anh Gia Lai – Arsenal JMG Academy |
| 7  | HV | Nguyễn Phong Hồng Duy | 13 tháng 6, 1996 (18 tuổi)  |      |     | Hoang Anh Gia Lai F.C. U-19             |
| 8  | TV | Nguyễn Tuấn Anh       | 16 tháng 5, 1995 (19 tuổi)  |      |     | Hoang Anh Gia Lai – Arsenal JMG Academy |
| 9  | TĐ | Nguyễn Văn Toàn       | 12 tháng 4, 1996 (18 tuổi)  |      |     | Hoang Anh Gia Lai – Arsenal JMG Academy |
| 10 | TĐ | Nguyễn Công Phượng    | 21 tháng 1, 1995 (19 tuổi)  |      |     | Hoang Anh Gia Lai – Arsenal JMG Academy |
| 11 | TV | Phan Thanh Hậu        | 12 tháng 1, 1997 (17 tuổi)  |      |     | Hoang Anh Gia Lai – Arsenal JMG Academy |
| 12 | TV | Phạm Trùm Tỉnh        | 2 tháng 5, 1995 (19 tuổi)   |      |     | Khánh Hòa F.C. U-19                     |
| 13 | TV | Trần Minh Vương       | 28 tháng 3, 1995 (19 tuổi)  |      |     | Hoang Anh Gia Lai F.C.                  |
| 14 | TV | Phan Văn Đức          | 11 tháng 4, 1996 (18 tuổi)  |      |     | Sông Lam Nghệ An F.C. U-19              |
| 15 | TM | Trần Minh Toàn        | 21 tháng 1, 1996 (18 tuổi)  |      |     | Tây Ninh F.C. U-19                      |
| 16 | HV | Nguyễn Hữu Anh Tài    | 28 tháng 2, 1996 (18 tuổi)  |      |     | Hoang Anh Gia Lai – Arsenal JMG Academy |
| 17 | TĐ | Hồ Tuấn Tài           | 15 tháng 6, 1995 (19 tuổi)  |      |     | Sông Lam Nghệ An F.C. U-19              |
| 18 | TV | Hoàng Thanh Tùng      | 19 tháng 11, 1996 (17 tuổi) |      |     | Hoang Anh Gia Lai – Arsenal JMG Academy |
| 19 | TV | Phan Văn Long         | 1 tháng 6, 1996 (18 tuổi)   |      |     | SHB Đà Nẵng F.C. U-19                   |
| 20 | HV | Trần Anh Thi          | 14 tháng 2, 1996 (18 tuổi)  |      |     | Tây Ninh F.C. U-19                      |
| 21 | HV | Ksor Úc               | 9 tháng 1, 1996 (18 tuổi)   |      |     | Hoang Anh Gia Lai – Arsenal JMG Academy |
| 22 | TM | Phí Minh Long         | 11 tháng 2, 1996 (18 tuổi)  |      |     | Hà Nội T&T F.C. U-19                    |
| 23 | TV | Nguyễn Quang Hải      | 12 tháng 4, 1997 (17 tuổi)  |      |     | Hà Nội T&T F.C. U-19                    |

## Bảng D

### Iraq
Huấn luyện viên: Rahim Hameed
| 0#0 | Vị trí | Cầu thủ                | Ngày sinh và tuổi           | Câu lạc bộ        |
| --- | ------ | ---------------------- | --------------------------- | ----------------- |
| 1   | TM     | Ali Abdul-Hassan       | 19 tháng 9, 1996 (18 tuổi)  | Al-Talaba         |
| 2   | HV     | Alaa Ali Mhawi         | 3 tháng 6, 1996 (18 tuổi)   | Al-Kahraba        |
| 3   | HV     | Hamza Adnan            | 8 tháng 2, 1996 (18 tuổi)   | Al-Minaa          |
| 4   | HV     | Mahdi Abdul-Zahra      | 17 tháng 3, 1996 (18 tuổi)  | Al-Kahraba        |
| 5   | HV     | Ali Lateef             | 18 tháng 1, 1996 (18 tuổi)  | Diwaniya          |
| 6   | HV     | Ali Qasim              | 5 tháng 3, 1996 (18 tuổi)   | Al-Minaa          |
| 7   | TĐ     | Sherko Karim           | 25 tháng 5, 1996 (18 tuổi)  | Al-Shorta         |
| 8   | TV     | Bashar Rasan (Captain) | 22 tháng 12, 1996 (17 tuổi) | Al-Quwa Al-Jawiya |
| 9   | TV     | Ahmed Mohsen Ashour    | 4 tháng 1, 1996 (18 tuổi)   | Al-Minaa          |
| 10  | TV     | Mustafa Al-Ameen       | 19 tháng 5, 1996 (18 tuổi)  | Naft Maysan       |
| 11  | TV     | Mohammed Jaffal        | 1 tháng 6, 1996 (18 tuổi)   | Erbil             |
| 12  | TM     | Ahmed Basil            | 19 tháng 8, 1996 (18 tuổi)  | Al-Shorta         |
| 13  | HV     | Ahmad Nadhim           | 10 tháng 7, 1996 (18 tuổi)  | Al-Quwa Al-Jawiya |
| 14  | TV     | Ali Essam              | 26 tháng 11, 1996 (17 tuổi) | Diyala            |
| 15  | TV     | Layth Tahseen          | 11 tháng 11, 1996 (17 tuổi) | Iraq              |
| 16  | HV     | Ruslan Hanoon          | 4 tháng 3, 1996 (18 tuổi)   | Iraq              |
| 17  | TĐ     | Emad Mohsin            | 3 tháng 11, 1996 (17 tuổi)  | Al-Quwa Al-Jawiya |
| 18  | TV     | Nameer Hameed          | 9 tháng 11, 1995 (18 tuổi)  | Al-Karkh          |
| 19  | TĐ     | Ahmad Abdul-Abbas      | 28 tháng 4, 1996 (18 tuổi)  | Al-Quwa Al-Jawiya |
| 20  | TĐ     | Ayman Hussein          | 22 tháng 3, 1996 (18 tuổi)  | Al-Naft           |
| 21  | HV     | Mahmood Ayyal          | 3 tháng 2, 1996 (18 tuổi)   | Iraq              |
| 22  | TM     | Haidar Mohammed Faisal | 23 tháng 10, 1996 (17 tuổi) | Al-Quwa Al-Jawiya |
| 23  | TV     | Ibrahim Naeem          | 19 tháng 11, 1996 (17 tuổi) | Al-Shorta         |

### Cộng hòa Dân chủ Nhân dân Triều Tiên
Huấn luyện viên: An Ye-gun
| Số | VT | Cầu thủ        | Ngày sinh (tuổi)            | Trận | Bàn | Câu lạc bộ                           |
| -- | -- | -------------- | --------------------------- | ---- | --- | ------------------------------------ |
| 1  | TM | Cha Jong-hun   | 19 tháng 4, 1995 (19 tuổi)  |      |     | Cộng hòa Dân chủ Nhân dân Triều Tiên |
| 2  | HV | Jang Kum-nam   | 5 tháng 11, 1995 (18 tuổi)  |      |     | Cộng hòa Dân chủ Nhân dân Triều Tiên |
| 3  | HV | Min Hyo-song   | 19 tháng 1, 1995 (19 tuổi)  |      |     | Cộng hòa Dân chủ Nhân dân Triều Tiên |
| 4  | HV | Jon Kum-dong   | 25 tháng 4, 1995 (19 tuổi)  |      |     | Cộng hòa Dân chủ Nhân dân Triều Tiên |
| 5  | TĐ | Choe Ju-song   | 27 tháng 1, 1996 (18 tuổi)  |      |     | Cộng hòa Dân chủ Nhân dân Triều Tiên |
| 6  | HV | Ro Myong-song  | 2 tháng 1, 1995 (19 tuổi)   |      |     | Cộng hòa Dân chủ Nhân dân Triều Tiên |
| 7  | TV | Kang Nam-gwon  | 6 tháng 3, 1995 (19 tuổi)   |      |     | Cộng hòa Dân chủ Nhân dân Triều Tiên |
| 8  | TV | Ri Un-chol     | 13 tháng 7, 1995 (19 tuổi)  |      |     | Cộng hòa Dân chủ Nhân dân Triều Tiên |
| 9  | TĐ | Kim Yu-song    | 24 tháng 1, 1995 (19 tuổi)  |      |     | Cộng hòa Dân chủ Nhân dân Triều Tiên |
| 10 | TV | Kim Chol-min   | 21 tháng 9, 1995 (19 tuổi)  |      |     | Cộng hòa Dân chủ Nhân dân Triều Tiên |
| 11 | TĐ | Jo Sol-song    | 27 tháng 10, 1995 (18 tuổi) |      |     | Cộng hòa Dân chủ Nhân dân Triều Tiên |
| 12 | TV | Kim Kwang-jin  | 3 tháng 7, 1995 (19 tuổi)   |      |     | Cộng hòa Dân chủ Nhân dân Triều Tiên |
| 13 | TV | Jo Kwang-myong | 3 tháng 1, 1995 (19 tuổi)   |      |     | Cộng hòa Dân chủ Nhân dân Triều Tiên |
| 14 | TV | Jin Il-sok     | 4 tháng 1, 1995 (19 tuổi)   |      |     | Cộng hòa Dân chủ Nhân dân Triều Tiên |
| 15 | HV | Kim Kuk-chol   | 13 tháng 1, 1995 (19 tuổi)  |      |     | Cộng hòa Dân chủ Nhân dân Triều Tiên |
| 16 | TV | Kim Song-sun   | 31 tháng 12, 1995 (18 tuổi) |      |     | Cộng hòa Dân chủ Nhân dân Triều Tiên |
| 17 | HV | Ri Kyong-jin   | 13 tháng 11, 1995 (18 tuổi) |      |     | Cộng hòa Dân chủ Nhân dân Triều Tiên |
| 18 | TM | Ri In-hak      | 1 tháng 1, 1997 (17 tuổi)   |      |     | Cộng hòa Dân chủ Nhân dân Triều Tiên |
| 19 | TV | Choe Song-il   | 29 tháng 9, 1995 (19 tuổi)  |      |     | Cộng hòa Dân chủ Nhân dân Triều Tiên |
| 20 | TĐ | So Jong-hyok   | 1 tháng 7, 1995 (19 tuổi)   |      |     | Cộng hòa Dân chủ Nhân dân Triều Tiên |
| 21 | TM | Son Chol-ryong | 12 tháng 7, 1995 (19 tuổi)  |      |     | Cộng hòa Dân chủ Nhân dân Triều Tiên |

### Oman
Huấn luyện viên: Rasheed Jaber

### Qatar
Huấn luyện viên:  Félix Sánchez Bas
| Số | Vt | Cầu thủ                      | Ngày sinh (tuổi)  | Số trận | Câu lạc bộ            |  |
| -- | -- | ---------------------------- | ----------------- | ------- | --------------------- |  |
| 1  | TM | Youssef Hassan               | 24 tháng 5, 1996  |         | Villarreal            |  |
| 13 | TM | Mohammed Al Bakari           | 28 tháng 3, 1997  |         | Lekhwiya              |  |
| 22 | TM | Yazan Naim                   | 5 tháng 6, 1997   |         | Al Sadd               |  |
|    |    |                              |                   |         |                       |  |
| 2  | HV | Hatem Kamal Hassanin         | 9 tháng 5, 1997   |         | Al Sadd               |  |
| 5  | HV | Serigne Abdou                | 28 tháng 2, 1995  |         | Al Khor               |  |
| 6  | HV | Abdulaziz Mahmoud Al-Khalosi | 13 tháng 11, 1995 |         | Eupen II              |  |
| 12 | HV | Jasem Omer                   | 18 tháng 4, 1995  |         | Red Bull Salzburg     |  |
| 16 | HV | Tameem Al Muhaiza            | 21 tháng 7, 1996  |         | Atlético Madrid       |  |
| 17 | HV | Salem Al Hajri               | 10 tháng 4, 1996  |         | Al Sadd               |  |
| 23 | HV | Fahad Al Abdulahman          | 6 tháng 4, 1995   |         | Eupen II              |  |
|    |    |                              |                   |         |                       |  |
| 4  | TV | Abdullah Al-Ahrak            | 10 tháng 5, 1997  |         | Real Madrid Juvenil B |  |
| 7  | TV | Husam Kamal Hassanin         | 25 tháng 1, 1996  |         | Auxerre               |  |
| 8  | TV | Ahmed Moein Doozandeh        | 20 tháng 10, 1995 |         | Eupen II              |  |
| 15 | TV | Abdulrahman Anad Al Deri     | 6 tháng 9, 1996   |         | Al Rayyan             |  |
| 18 | TV | Assim Omar                   | 22 tháng 10, 1996 |         | Auxerre               |  |
| 20 | TV | Tarek Salman                 | 5 tháng 12, 1997  |         | Al Wakrah             |  |
| 21 | TV | Nasser Ibrahim Al Nasr       | 11 tháng 5, 1995  |         | Villarreal            |  |
|    |    |                              |                   |         |                       |  |
| 9  | TĐ | Jassim Al-Jalabi             | 21 tháng 2, 1996  |         | Auxerre               |  |
| 10 | TĐ | Akram Afif                   | 18 tháng 11, 1996 |         | Sevilla               |  |
| 11 | TĐ | Said Brahmi                  | 26 tháng 4, 1995  |         | Al Khor               |  |
| 14 | TĐ | Ahmed Al Saadi               | 2 tháng 10, 1995  |         | Eupen II              |  |
| 19 | TĐ | Almoez Ali                   | 19 tháng 8, 1996  |         | Lekhwiya              |  |